# Flèche wallonne 1965
La Flèche wallonne 1965, 29e édition de la course, a lieu le 29 avril 1965 sur un parcours de 215 km. La victoire revient à l’Italien Roberto Poggiali, qui a terminé la course en 6 h 21 min 48 s, devant son compatriote Felice Gimondi et le Britannique Tom Simpson.
Sur la ligne d’arrivée à Marcinelle, 32 des 109 coureurs au départ à Liège ont terminé la course.

## Classement final
| #  | Coureur               | Équipe                   |    | Temps           |
| -- | --------------------- | ------------------------ | -- | --------------- |
| 1  | Roberto Poggiali      | Ignis                    | en | 6 h 21 min 48 s |
| 2  | Felice Gimondi        | Salvarani                | +  | 0 s             |
| 3  | Tom Simpson           | Peugeot-Michelin-BP      |    | 31 s            |
| 4  | Willy Bocklant        | Flandria-Romeo           |    | 1 min 45 s      |
| 5  | Georges Vanconingsloo | Peugeot-Michelin-BP      |    | 2 min 59 s      |
| 6  | Carmine Preziosi      | Pelforth-Sauvage-Lejeune |    | 2 min 59 s      |
| 7  | Roger Verheyden       | Lamot-Libertas           |    | 2 min 59 s      |
| 8  | Cees Van Espen        | Televizier               |    | 2 min 59 s      |
| 9  | Gilbert Desmet        | Wiel's-Groene Leeuw      |    | 2 min 59 s      |
| 10 | Joseph Huysmans       | Dr. Mann-Grundig         |    | 2 min 59 s      |